# AIM-92 Stinger
L'AIM-92 Stinger o ATAS (Air To Air Stinger), è la versione aria-aria del missile FIM 92 Stinger, ed è utilizzato come sistema di difesa per gli elicotteri come l'AH-64 Apache, Eurocopter Tiger e anche da  aeromobili a pilotaggio remoto come per esempio RQ-1 Predator, per abbattere elicotteri o aerei nemici.

## Sviluppo
L'Esercito statunitense usa la variante ATAS sui suoi OH-58D Kiowa Warrior e sugli UH-60 Black Hawk elicotteri da combattimento aria-aria.
Durante la dimostrazione del 19 novembre 1996, tenuta a Yuma Proving Ground, un elicottero OH-58D, pilotato dal Capitano Bob Blanchett, lanciò un AIM-92 Stinger che distrusse con successo QUH-1, elicottero drone, da una distanza di 4500 metri.